# Yacimiento arqueológico de Oreto y Zuqueca

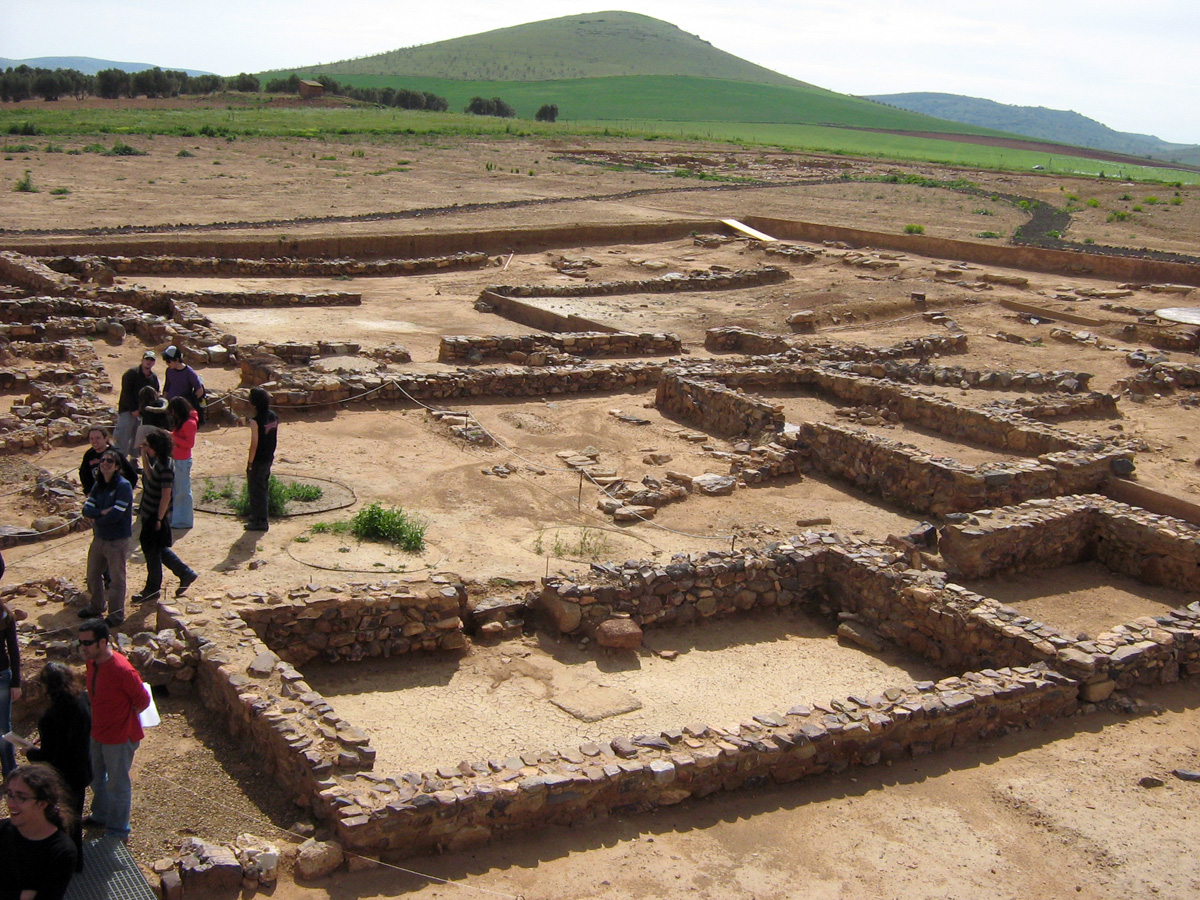
Parte central del yacimiento. Al fondo, el Cerro de los Obispos

El yacimiento arqueológico de Oreto y Zuqueca es un enclave con restos pertenecientes a diferentes épocas, fundamentalmente ibérica, romana, visigoda y árabe.
El yacimiento se encuentra en el término municipal de Granátula de Calatrava, una localidad perteneciente a la Provincia de Ciudad Real. En concreto, se halla a aproximadamente 4 kilómetros al sur de la localidad, a tan solo 100 metros del río Jabalón, en el marco de la ermita de Nuestra Señora de Oreto y Zuqueca, de la cual toma su nombre. Geográficamente hablando la disposición es inmejorable, pues, además del río, al sur cuenta con una pequeña aglomeración de cerros de no mucha altura, lo cual permite que existan buenas vías de comunicación con el área andaluza.
Este yacimiento se puede visitar con guía los sábados, domingos y festivos desde las 10:00 a las 11:45.

## Excavaciones

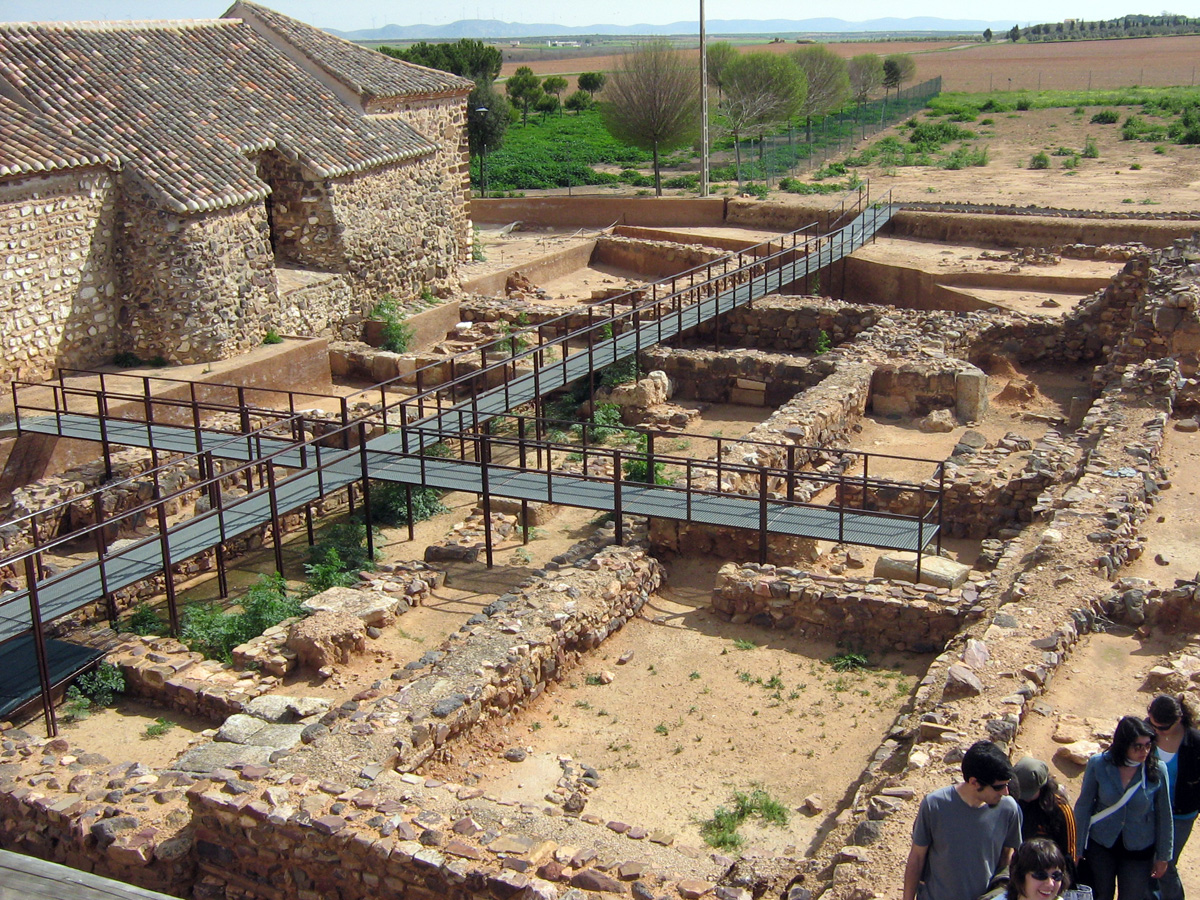
El yacimiento se ha acondicionado para hacer más fácil la visita.

Las excavaciones arqueológicas del yacimiento comienzan en el año 1996. Algunas estructuras ya eran visibles, como la Ermita, y al ir a realizar unas obras de cara a consolidarla y mejorar su conservación se hallaron restos romanos –de entre los que destaca una pila bautismal paleocristiana del siglo IV– y una necrópolis visigoda. Así, se realizó una serie de excavaciones de urgencia enfocadas en este sentido.
En el año 2000 se retoman las excavaciones, y desde entonces se producen de manera regular en años venideros. De este modo aparecen los primeros hallazgos musulmanes en ese mismo año. En la siguiente campaña se hallaron diferentes restos, aunque fundamentalmente unos baños árabes. Ya en 2002, se siguieron consolidando esas estructuras, y se siguen produciendo hallazgos en la necrópolis, llegando a niveles iberorromanos.
En la campaña de 2003 se empiezan a realizar trabajos de cara a convertir el yacimiento en un enclave turístico perfectamente visitable, aunque se siguen excavando algunas zonas –en especial el hammam árabe–. En 2004 se localiza una posible villa tardorromana, y muchas estancias visigodas.
La campaña de 2005 resultaría decisiva desde el punto de vista de la musealización, pues está enfocada básicamente a crear los itinerarios turísticos, consolidar y "embellecer" los restos más visibles y establecer una serie de explicaciones que hagan más provechosa la visita. Así, en verano de 2006 el yacimiento abriría sus puertas.

## Restos materiales

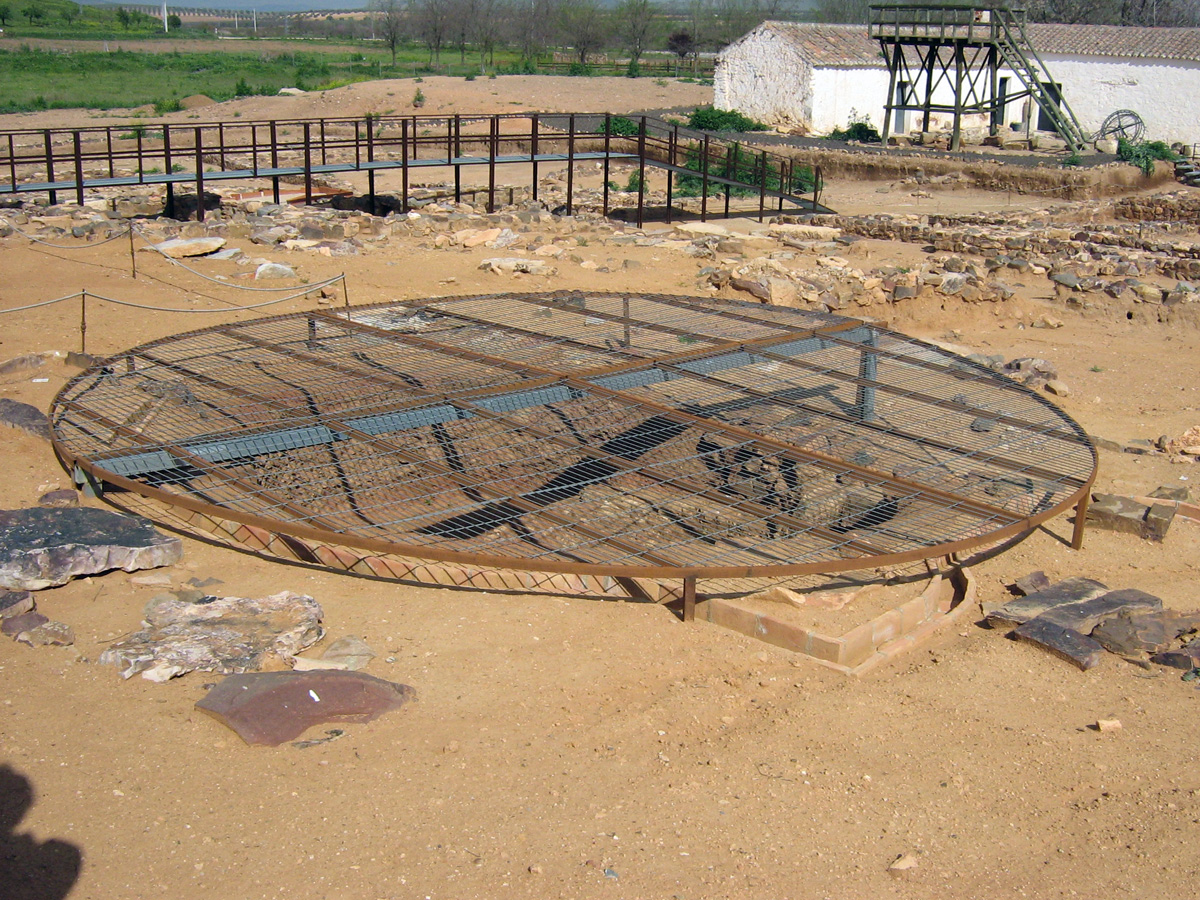
Horno de cal.

Los restos del yacimiento son, desde el punto de vista histórico, difíciles de separar, pues al encontrarse diferentes niveles de ocupación superpuestos es frecuente encontrar estructuras de habitación con diferencias cronológicas de varios siglos pegadas muro con muro.
Los restos más visibles, si se quiere más importantes, son varios. En primer lugar hay una imponente necrópolis -de las más voluminosas de la península ibérica- que alberga gran cantidad de restos romanos, visigodos y árabes. Hay varias tumbas de fosa, y diversos enterramientos que ayudan a comprender los usos funerarios de esta épocas.
Por otro lado, la estructura más visible -y la cual fue el origen de las excavaciones- es una ermita, la cual da nombre al yacimiento. En la actualidad su interpretación ofrece dudas desde el punto de vista historiográfico, pues no solo se solapa con parte del conjunto funerario sino que su planta parece tener continuidad espacial. Esto supone una cierta reutilización del espacio sagrado a través de las épocas.
Durante las campañas de excavación una de las estructuras que más estudiada ha sido es el hamman árabe, es decir, los baños. Se han encontrado canalizaciones, y se han podido constatar estructuras de cara a integrar aguas calientes y frías. Por otro lado, se ha encontrado un horno para quemar cal, con restos de ese material.
También hay documentadas un gran número de estructuras habitacionales, de diferentes épocas.

## Musealización
La zona en la que se enmarca el yacimiento es un área de interés turístico desde el punto de vista arqueológico. Son muchos los yacimientos que se pueden encontrar, destacando el que protagoniza este artículo y el Cerro de La Encantada.
La puesta en valor del funcionamiento se ha llevado a cabo estableciendo un conjunto de pasarelas metálicas por encima del yacimiento. Incluso, en la parte central hay una suerte de atalaya que permite ver, de manera global, el yacimiento desde un punto de vista privilegiado.

### Bibliografía

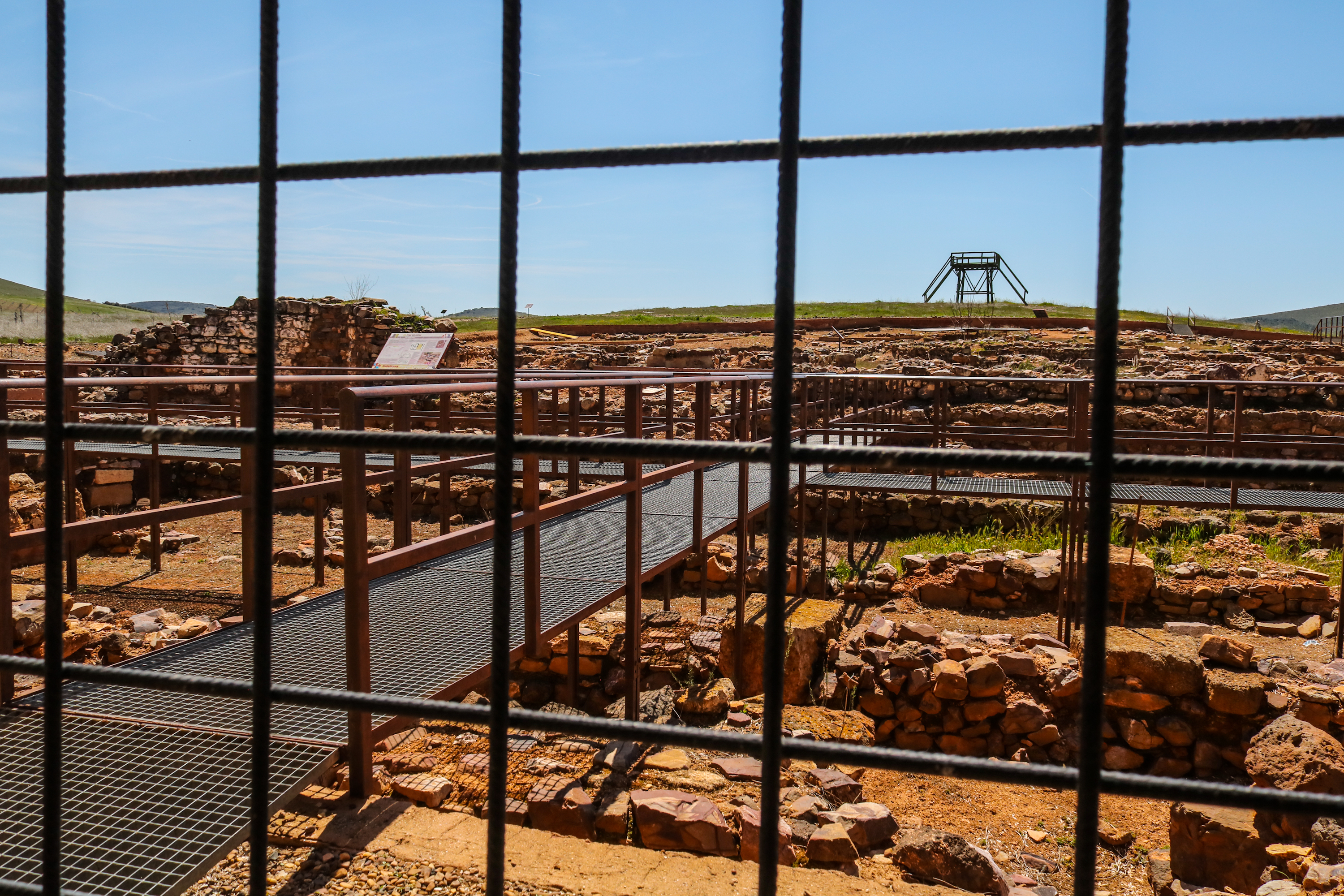
Yacimiento Oreto y Zuqueca, Granatula de Calatrava

### Enlaces
- Referencia al yacimiento en Arqueologiamedieval.com
- Referencia al yacimiento en Lacomarcadepuertollano.com Archivado el 23 de septiembre de 2011 en Wayback Machine.
- Artículo en línea, De Sikka a Zuqueca: Un topónimo caminero de Oreto, de Ana M. Garcés & Pedro Ripoll.
- Yacimiento Arqueológico de Nuestra Señora de Oreto - Zuqueca (Granátula de Calatrava) Archivado el 25 de enero de 2021 en Wayback Machine.
- Foto aérea
- Horarios de visita para tur guiado en yacimiento de Oreto y Zuqueca

- Datos: Q6169555
- Multimedia: Yacimiento arqueológico de Oreto y Zuqueca / Q6169555